# 那須烏山市立烏山中学校
那須烏山市立烏山中学校（なすからすやましりつ からすやまちゅうがっこう）は、栃木県那須烏山市南にある公立中学校。
市内では最大規模の中学校で、以前は高峰の丘といわれた町の高台に位置していたが、1978年に現在の愛宕台に移転した。校歌は堀江貞一作曲。

## 部活動
・野球部
・サッカー部
・男女テニス部
・男女バスケ部
・男女卓球部
・女子バレー部
・剣道部
・柔道部
・吹奏楽部
・美術部
・科学部
・特設陸上競技部
・特設駅伝競走部
・特設合唱部
・特設郷土芸能部
・特設ものつくり部